# Chad Hedrick
Pour les articles homonymes, voir Hedrick.
Chad Hedrick, né le 17 avril 1977 à Spring (Texas), est un patineur de vitesse et sur roller.
Le patineur américain a pratiqué le roller pour l'essentiel de sa carrière, il n'est passé à la compétition sur glace (longue piste) que très tardivement, en 2002. Parvenant au titre mondial en 2004, au titre olympique en 2006, il figure parmi les patineurs ayant réussi, comme ses compatriotes KC Boutiette, Jennifer Rodriguez ou Derek Para, la transition du roller au patinage sur glace.
Chad Hedrick est particulièrement connu pour son usage de la technique de patinage dite de double poussée, dont le crédit de l'invention est disputé, mais dont il a été le meilleur représentant.
Détenteur de multiples titres et records du monde en roller (52 titres de champion du monde) ainsi que sur glace, il est considéré comme l'un des plus grands patineurs de tous les temps en roller, et comme un champion exceptionnel sur glace.

## Palmarès (roller)
- Record du monde - 1 500 m - 1:57.598 - 17 juin 1999 - Padoue, Italie.
- Record du monde - 15 000 m - 22:11.96 - 8 février 2000 - Barancabermeja, Colombie.

## Palmarès en patinage

### Jeux olympiques d'hiver
- Patinage de vitesse aux Jeux olympiques de 2006 à Turin (Italie) :
  -  Médaille d'or su 5 000 m.
  -  Médaille d'argent su 10 000 m.
  -  Médaille de bronze su 1 500 m.
- Patinage de vitesse aux Jeux olympiques de 2010 à Vancouver (Canada) :
  -  Médaille d'argent en poursuite par équipes.
  -  Médaille de bronze su 1 000 m.

### Championnats du monde

#### Championnats du monde simple distance
- Championnats du monde de 2004 à Séoul (Corée du Sud) :
  -  Médaille d'or sur 5 000 m.
  -  Médaille de bronze sur 10 000 m.
- Championnats du monde de 2005 à Inzell (Allemagne) :
  -  Médaille d'or sur 5 000 m.
  -  Médaille de bronze sur 10 000 m.

#### Championnats du monde toutes épreuves
- Championnats du monde de 2004 à Hamar (Norvège) :
  -  Médaille d'or.
- Championnats du monde de 2005 à Moscou (Russie) :
  -  Médaille d'argent.

### Coupe du monde
- Vainqueur du classement du 5 000/10 000 m en 2006.
- Vainqueur du classement du 1 500 m en 2006.